# 弘治 (日本)
弘治是日本的年號之一。在天文之後，永祿之前。指1555年到1558年的期間。這個時代的天皇是後奈良天皇、正親町天皇。室町幕府的將軍是足利義輝。

## 改元
- 天文24年10月23日（陽曆1555年11月7日） 因戰亂等災異而改元。
- 弘治4年2月28日（陽曆1558年3月18日） 改元為永祿。

## 出典
出自『北齊書』的「祇承寶命、志弘治體」。

## 弘治年間要事

### 出生
- 元年上杉景勝

### 逝世
- 二年齋藤道三
- 三年後奈良天皇

## 西元對照表
| 弘治 | 元年   | 2年    | 3年    | 4年    |
| ---- | ------ | ------ | ------ | ------ |
| 西曆 | 1555年 | 1556年 | 1557年 | 1558年 |
| 干支 | 乙卯   | 丙辰   | 丁巳   | 戊午   |

## 相關項目
弘治 - 明朝之年號（1488年 - 1505年）
| 前一年號： 天文 | 日本年號 | 下一年號： 永祿 |